# HMS Newcastle (1653)
La HMS Newcastle era un vascello di quarta classe, da 44 cannoni della Royal Navy, costruita per il Commonwealth d'Inghilterra da Phineas Pett il Giovane a Ratcliffe, e varata nel maggio 1653. Nel 1677 il suo armamento fu aumentato a 54 cannoni. È il primo vascello della Royal Navy di una serie di nove a portare il nome "Newcastle".

## Storia
La prima azione dell'HMS Newcastle avvenne nel 1655 quando, insieme ad altre quattordici navi da guerra, salpò per Porto Farina ad Algeri per affrontare i Corsari barbareschi. Questa azione provocò la distruzione dell'intera flotta pirata, che valse alla stirpe di Newcastle il suo primo onore di battaglia. Nel 1657 prese parte all'audace attacco dell'ammiraglio Blake a Santa Cruz de Tenerife, e nel 1665 combatté nella Battaglia di Lowestoft.
Il 14 marzo 1674, il Newcastle, sotto il comando di Sir John Wetwang, catturò la nave olandese delle Indie orientali Wapen van Rotterdam nella battaglia di Ronas Voe.
Prima della Gloriosa Rivoluzione del novembre 1688, George Churchill assunse il comando della Newcastle che fu assegnata a La Manica. Poco prima che Plymouth si dichiarasse per Guglielmo III, il 18 novembre, Churchill entrò nel porto per le riparazioni, ma questa sembra essere stata una scusa. La Newcastle fu la prima significativa defezione navale e il resto della flotta la seguì presto.
Nel 1694 la Newcastle fu comandata per poco tempo dal capitano Charles Wager.
La Newcastle naufragò a Spithead durante la grande Tempesta del 1703 con la perdita di 229 membri dell'equipaggio.